# Ceratogramma magnificum
Ceratogramma magnificum är en stekelart som beskrevs av Pinto och Gennaro Viggiani 1991. Ceratogramma magnificum ingår i släktet Ceratogramma och familjen hårstrimsteklar. Inga underarter finns listade i Catalogue of Life.